# Drukarka do kart plastikowych
Drukarka do kart plastikowych (drukarka do kart chipowych), jest elektronicznym urządzeniem do nadruku i personalizacji kart plastikowych w standardzie ISO. Drukarki te różnią się od drukarek etykiet tym, że stosuje się w nich metodę pojedynczego pobierania medium do zapisu, a nie ciągłego. Międzynarodowy standard ISO 7816, nazywany również ID-1, to karty o wymiarach 85,60x53,98 mm. Format ten wykorzystuje się między innymi w następujących kartach: karta płatnicza EC (Eurocheque) lub kredytowa, karty telefoniczne, unijne prawo jazdy, czy karta ubezpieczenia zdrowotnego i nazywa go formatem karty czekowej. Drukarki do kart plastikowych działają dzięki sterownikom lub własnemu językowi do programowania.

## Zasady działania i metody druku
Zasada działania wszystkich drukarek do kart jest prawie identyczna:
głowica drukarki przejeżdża przez całą kartę oraz taśmę barwiącą i pod wpływem wysokiej temperatury barwnik z taśmy zostaje wysublimowany bezpośrednio na kartę. Standardowa rozdzielczość przy druku kart to 300 dpi (300 punktów na cal długości lub 11,8 punktów na mm).
Istnieją różne metody druku:
- termotransferowy
 W druku termotransferowym karty plastikowe są personalizowane monochromatycznie (jednokolorowo). Kolor z taśmy barwiącej zostaje przetransferowany bezpośrednio na kartę.

- termosublimacyjny 
 Przy tej metodzie druku stosuje się kolorowe taśmy CMYK, z których głowica drukarki pobiera barwnik i nakłada warstwami na kartę (sublimuje). W ten sposób można osiągnąć wysokie nasycenie do 16 mln kolorów.

- retransferowy 
 W druku retransferowym najpierw następuje sublimacja barwnika z kolorowej taśmy CMYK, ale nie bezpośrednio na kartę, lecz na film retransferowy, który w tym wypadku jest nośnikiem pośrednim. Następnie film jest wlaminowywany na gorąco w kartę. Ten rodzaj druku stosuje się przy kartach z nierówną powierzchnią, np. z zewnętrznym chipem lub kartach RFID. Głowica drukarki nie styka się wtedy bezpośrednio z kartą i nie uszkadza się przy ew. kontakcie z chipem.

- technika termo-rewrite 
 Jest to wyjątek i w porównaniu z innymi metodami nie polega na druku dzięki taśmie barwiącej, lecz specjalnej ciepłoczułej warstwie na karcie. Takie karty można wielokrotnie personalizować, kasować i ponownie zapisywać. Najczęściej stosuje się ją np. przy drukowaniu identyfikatorów dla gości lub tymczasowych identyfikatorów zastępczych.

## Opcje
Obok wersji podstawowej, drukarki do kart mogą opcjonalnie czytać i kodować paski magnetyczne, stykowe i bezstykowe karty chipowe RFID, czyli jednocześnie zapisywać optycznie i logicznie.
Ponadto mogą drukować jednostronnie lub obustronnie dzięki modułowi obracania karty. Mogą również laminować kartę po personalizacji (dodatkowy moduł laminujący, czyli tzw. laminator), co przedłuża „żywotność” karty i zabezpiecza ją przed ew. sfałszowaniem.

## Zastosowanie
Obok klasycznych zastosowań jak rejestracja czasu pracy czy kontrola dostępu (szczególnie z fotopersonalizacją), drukarki do kart stosuje się również w personalizacji kart klientów lub członkowskich, w tzw. sport-ticketing, komunikacji publicznej przy produkcji np. biletów miesięcznych, w produkcji legitymacji studenckich, nauczycielskich i szkolnych oraz dowodów osobistych.